# Capanemia superflua
Capanemia superflua — вид многолетних эпифитных травянистых растений семейства Орхидные.

## Распространение иэкологическиеособенности
Эндемик Бразилии. Распространена в штатах Минас-Жерайс и Рио-де-Жанейро.
Эпифит во влажных горных лесах, до 1000 метров над уровнем моря, у водоемов.
Относительная влажность воздуха 80-85% в течение всего года. 

Осадки от 28 мм в феврале до 201 мм в июне.

Средние температуры (день/ночь), в летний период 27-29 °C/18-19 °C, зимой 23-24°С/13-14 °C.
Период цветения: март.

## Этимологияи история описания
Род, включающий 16 видов, назван в честь бразильского натуралиста, инженера и физика Guilherme Schuch de Capanema.

## Морфологическое описание
Миниатюрные симподиальные растения.
Псевдобульбы 1,5-2,5 см длиной и 0,3-0,5 см шириной, несут 1 лист, образуют плотные группы.
Листья цилиндрические, резко сужающийся к вершине, 5-7 см длиной и 0,25-0,3 см шириной.
Соцветие 4-7 см в длину, многоцветковое.
Цветки до 1 см в диаметре, с приятным дневным ароматом.
Поллиниев — 2.

## Охрана исчезающих видов
Capanemia superflua включена в Приложение II Конвенции CITES. Цель Конвенции состоит в том, чтобы гарантировать, что международная торговля дикими животными и растениями не создаёт угрозы их выживанию.

## В культуре
Температура воздуха днём 20—25°С, ночью 15—18°С. 
По другим данным: летом, днём 27—29°С, ночью 18—19°С, зимой 23—24°С днём и 13—14°С ночью.
Относительная влажность воздуха 80—85% в течение всего года.
Ярко выраженного периода покоя не имеет. В зимнее время полив должен быть снижен, но субстрат не должен высыхать полностью. Средняя температура воздуха зимой от 23—24°С, ночью 13—14 °C, что даёт перепад 10—11 °C. Удобрения должны быть снижены или отменены до весны.
Наиболее предпочтительна посадка на блок, возможна посадка в небольшую корзинку для эпифитов, пластиковый или керамический горшок. 
Субстрат — смесь сосновой коры средней фракции (кусочки от 0,5 до 1,0 см), перлита и древесного угля.
Требования к свету такие же, как у большинства видов Phalaenopsis — яркий рассеянный свет. По другим данным: 20 000—35 000 люкс.
Движение воздуха вокруг корневой системы уменьшает риск возникновения бактериальных и грибковых инфекций.
В период активного роста растения удобряют каждую неделю 1/4—1/2 рекомендуемой дозы минеральных удобрений для орхидей. Удобрения с высоким содержанием азота предпочтительны в период с весны до середины лета, с большим содержанием фосфора — в конце лета и осенью.